# Comuna de Pasłęk
Pasłęk (polaco: Gmina Pasłęk) é uma gminy (comuna) na Polónia, na voivodia de Vármia-Masúria e no condado de Elbląski. A sede do condado é a cidade de Pasłęk.
De acordo com os censos de 2004, a comuna tem 19 340 habitantes, com uma densidade 73,1 hab/km².

## Área
Estende-se por uma área de 264,39 km², incluindo:
- área agricola: 74%
- área florestal: 14%

## Demografia
Dados de 30 de Junho 2004:
|                      | Total   | Total | Mulheres | Mulheres | Homens  | Homens |
| -------------------- | ------- | ----- | -------- | -------- | ------- | ------ |
|                      | pessoas | %     | pessoas  | %        | pessoas | %      |
| População            | 19 340  | 100   | 9846     | 50,9     | 9494    | 49,1   |
| Densidade (pop./km²) | 73,1    | 100   | 37,2     | 37,2     | 35,9    | 35,9   |

De acordo com dados de 2002, o rendimento médio per capita ascendia a 1336,23 zł.

## Comunas vizinhas
- Elbląg, Godkowo, Małdyty, Milejewo, Młynary, Morąg, Rychliki, Wilczęta.